# Błąd teksańskiego snajpera
Błąd teksańskiego snajpera – błąd informacji, polegający na ignorowaniu różnic i podkreślaniu podobieństw, co prowadzi do wyciągnięcia błędnych wniosków. 
Błąd ten jest filozoficzną wersją problemu porównań wielokrotnych w statystyce i apofenii w psychologii i jest związany przez tendencją ludzi do wykrywanie schematów tam, gdzie ich nie ma.
Nazwa pochodzi z dowcipu o Teksańczyku, który oddaje kilka strzałów w ścianę stodoły, potem rysuje cel w punkcie, w którym trafienia są najbliżej siebie i twierdzi, że jest snajperem.

## Struktura

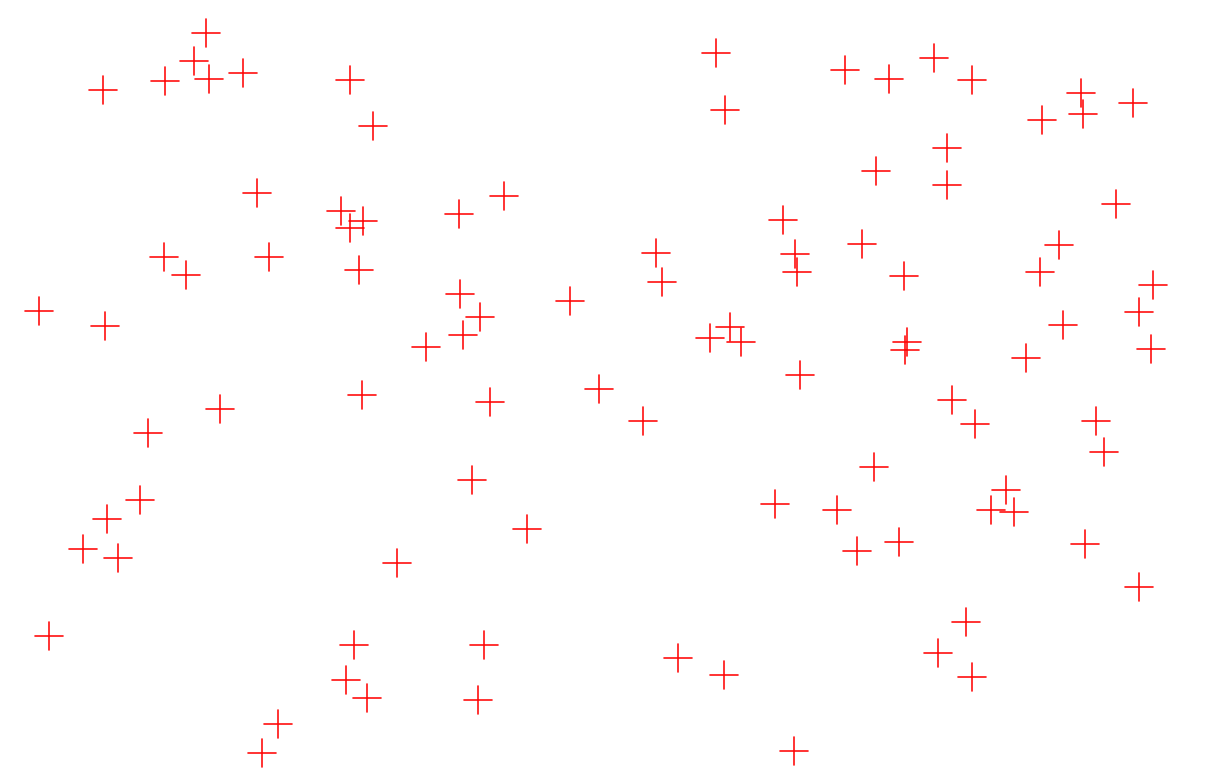
Zbiór 100 wygenerowanych losowo punktów. Przyglądając się, łatwo doszukać się oczywistych prawidłowości, zwłaszcza że wylosowane punkty nie są rozłożone równomiernie, tylko tworzą skupiska sprawiające wrażenie "gorących punktów" utworzonych z jakiejś przyczyny.

Błąd ma miejsce, gdy ktoś dysponujący dużą ilością danych skupia się tylko na małym wycinku. Pewne czynniki mogą sprawić wrażenie, że wszystkie elementy w tym podzbiorze mają jakąś wspólną cechę (lub kilka cech wspólnych, kiedy mówimy o korelacji). Jeśli ten ktoś będzie próbował obliczyć prawdopodobieństwo znalezienia pewnego podzbioru z pewną wspólną cechą, kierując się tymi czynnikami (innymi niż prawdziwa przyczyna), wtedy ten ktoś ma duże szanse popełnić błąd teksańskiego snajpera.